# Gerrardinaceae
Gerrardinaceae is een botanische naam, voor een familie van tweezaadlobbige planten. Een familie onder deze naam wordt zelden door systemen voor plantentaxonomie, maar wel door de APWebsite [4 april 2008] en het APG III systeem (2009). Deze plaatsen haar in een orde Huerteales.
Het gaat om een heel kleine familie, die voorkomt in Oost-Afrika.